# Zaanstad

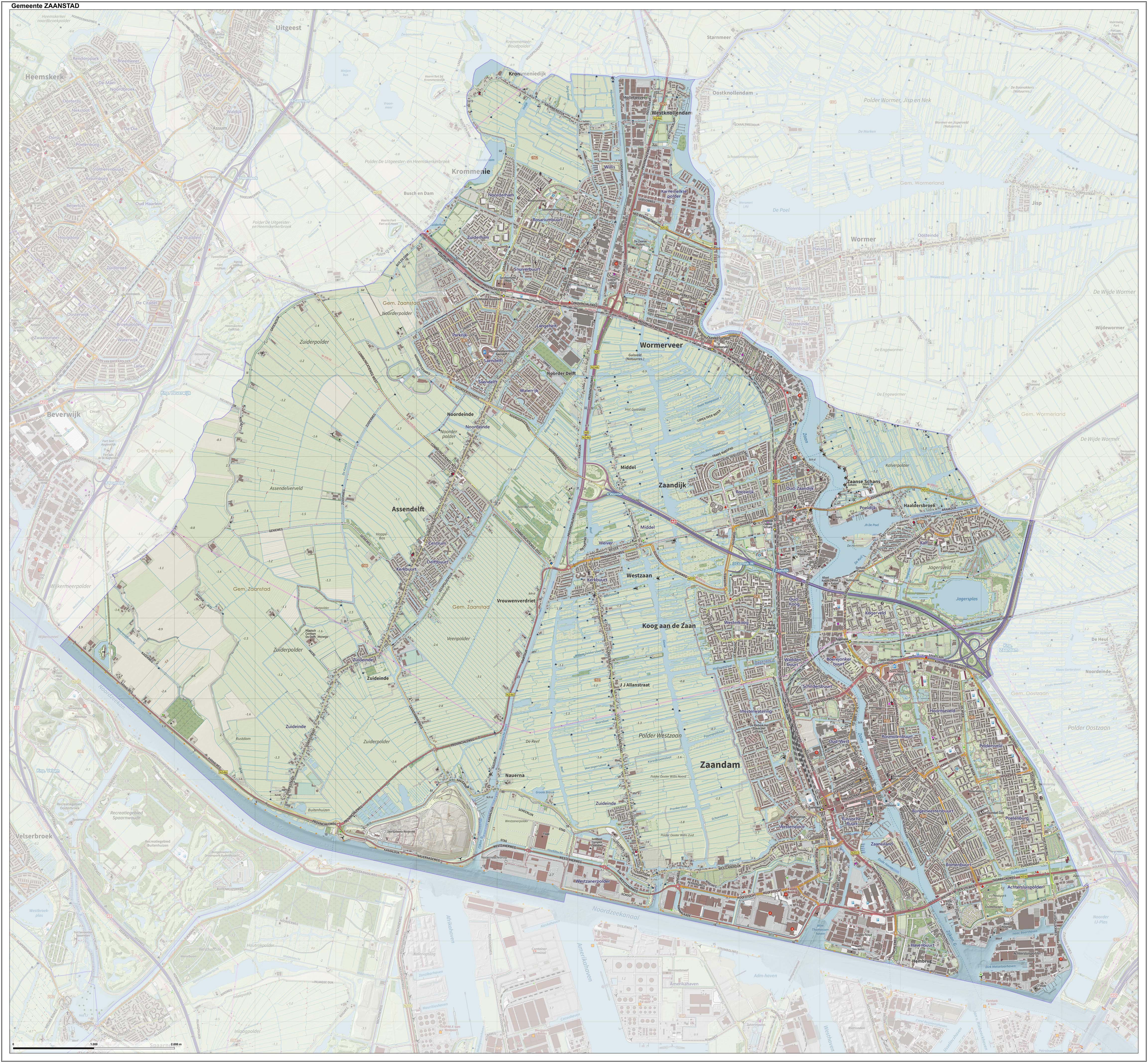
Topografische gemeentekaart van Zaanstad, juni 2023

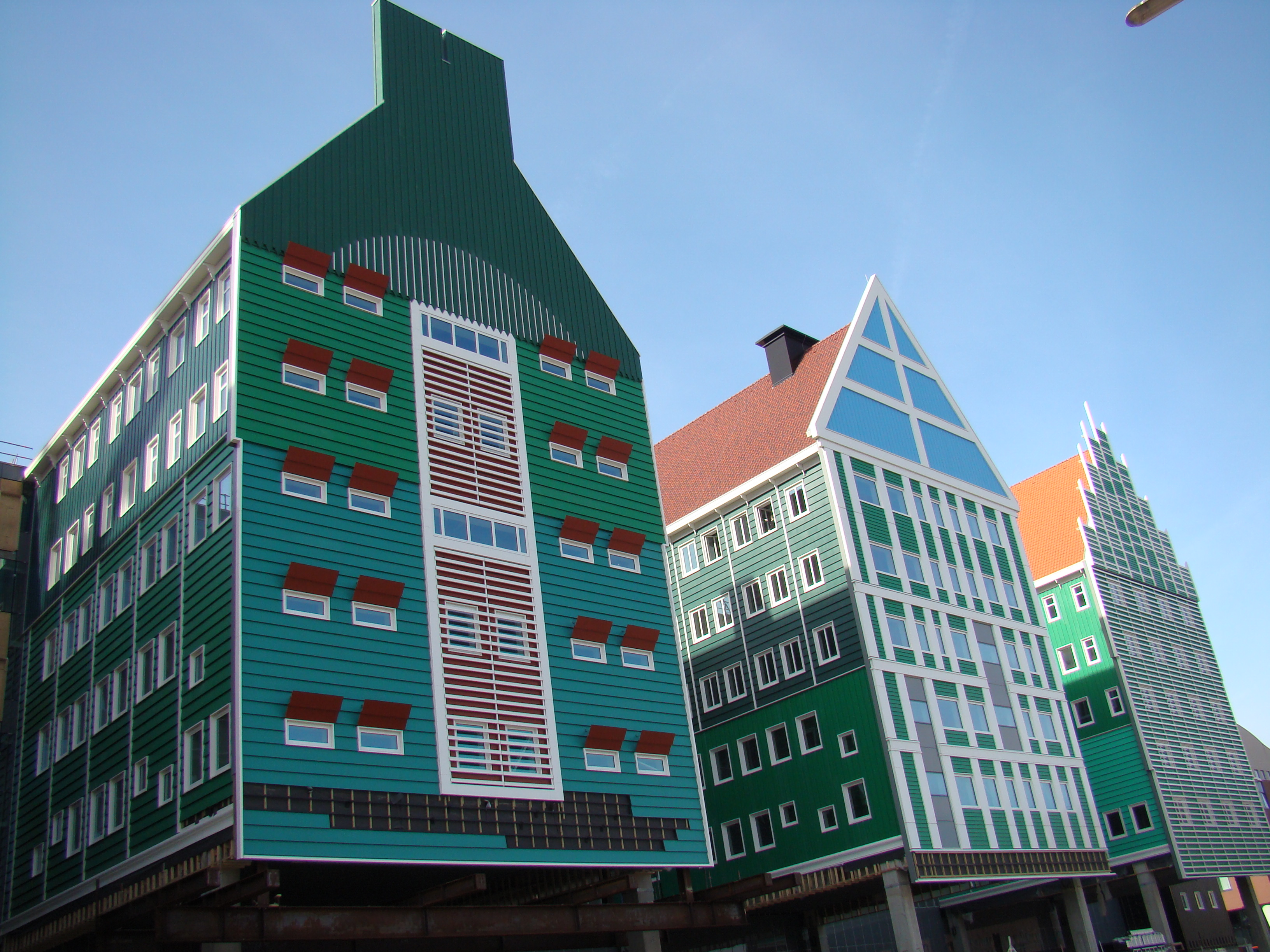
Het uit 2011 daterende gemeentehuis van Zaanstad te Zaandam waarvan de architectuur is geïnspireerd op traditionele Zaanse huisjes.

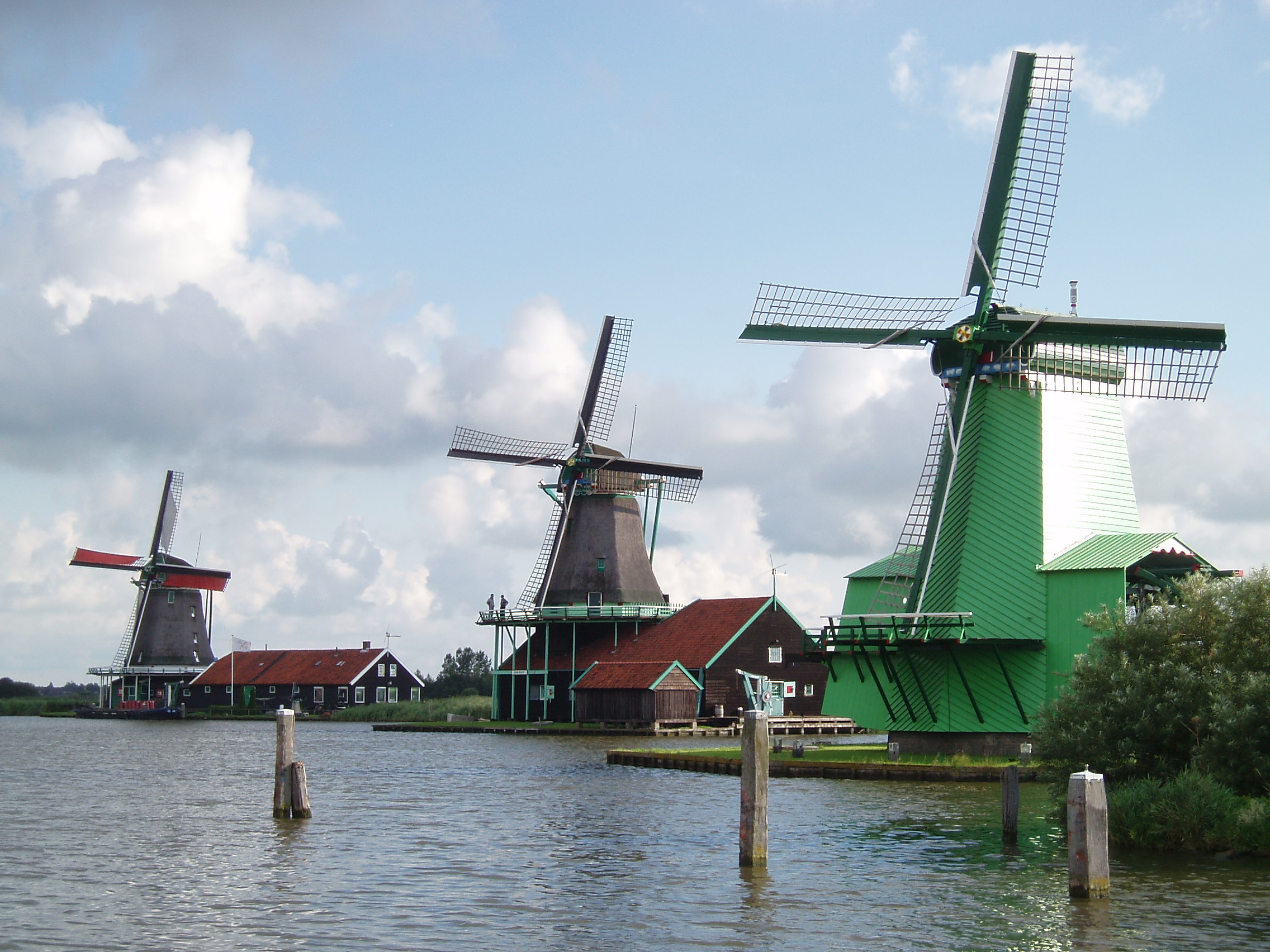
Zaanse Schans

Zaanstad (uitspraakⓘ) is een gemeente in de Nederlandse provincie Noord-Holland. De gemeente is de grootste in de Zaanstreek. In maart 2018 passeerde Zaanstad het aantal van 155.000 inwoners. Het is op basis van inwoneraantal de 17e gemeente van Nederland. Op 22 november 2024 had de gemeente Zaanstad 161.389 inwoners (bron: CBS).
De gemeente is in 1974 ontstaan door samenvoeging van de gemeenten Assendelft, Krommenie, Wormerveer, Westzaan, Zaandijk, Koog aan de Zaan en Zaandam. De gemeente maakt deel uit van de Metropoolregio Amsterdam en valt onder de veiligheidsregio Zaanstreek - Waterland.
Mogelijke benamingen voor de inwoners van Zaanstad zijn Zaanstedeling en Zaanstatter. Beide zijn echter weinig gangbaar. Inwoners noemen zichzelf vaak Zaankanters (een benaming die voor inwoners van de gehele Zaanse regio gebruikt kan worden, inclusief inwoners van bijvoorbeeld Oostzaan en Wormer). Ook noemen de inwoners zich meer naar het dorp of de stad waar ze wonen; Zaandammers, Koogers, Zaandijkers, etc.

## Plaatsen binnen de gemeente
- Assendelft
- Koog aan de Zaan
- Krommenie
- Westknollendam
- Westzaan
- Wormerveer
- Zaandam
- Zaandijk

De grootste woonplaats, Zaandam, kreeg in 1811 stadsrechten, nadat het in hetzelfde jaar ontstond door samenvoeging van de gemeenten Oostsaendam en Westsaendam. Respectievelijk onder bewind van en opgebouwd door Oostzaan en Westzaan. Daarmee zijn dat ook de moederdorpen van de Zaanstreek.
Door de ontginning van het veengebied zijn in het verleden diverse buurtschappen ontstaan. De meeste buurtschappen zijn opgegaan in de grotere woonkernen. Sommige (niet alle) zijn nog wel herkenbaar in de wijkindeling van de gemeente.
Overzicht van alle buurtschappen:
- 't Kalf
- Buitenhuizen
- Busch en Dam (gedeeltelijk)
- Haaldersbroek
- Hembrug (vroeger Den Hem)
- Kalverpolder
- Krommeniedijk
- Langeheit
- Middel
- Molletjesveer
- Nauerna
- Noordeinde
- Vrouwenverdriet
- Weiver
- Westzaner-Overtoom

Nauerna wordt wegens de grootte en ligging ook wel als gehucht of dorp aangeduid. Het zuidelijke deel van Buitenhuizen is verdwenen bij de aanleg van het Noordzeekanaal, in de 19e eeuw. Van het noordelijke Buitenhuizen verdween toentertijd een gedeelte. Dit noordelijke deel groeide in de loop van de 20e eeuw weer.
Tussen Buitenhuizen en Nauerna ligt een vuilstortplaats, die wordt bedekt en van aanplanting voorzien.
Kalverdijk is een polder(gemeenschap). In deze polder liggen ook de Zaanse Schans en de buurtschap Haaldersbroek.
Doordat de dijken aan weerszijden van de Zaan op een gegeven moment volgebouwd waren met onder andere woningen, pakhuizen, en molens, week men uit naar het West- en Oostzijderveld waar haaks op de Zaan paden werden aangelegd voor onder meer woningbouw en werkplaatsen. De molens werden in het veld gebouwd.
Na de ondergang van de windmolenindustrie kwamen er stoomhoutzagerijen in de velden en sinds de jaren vijftig zijn de velden het domein geworden van grootschalige stadsuitbreiding.
Een bekende buurt in de gemeente is de Zaanse Schans, aangelegd in de jaren zestig van de 20e eeuw. Verschillende woonhuizen, molens en andere gebouwen die in de traditionele Zaanse stijl zijn gebouwd werden vanaf hun oorspronkelijke plek verhuisd naar de Schans. Onder meer de eerste (vermeende) kruidenierswinkel van Albert Heijn heeft er een plaatsje gekregen.

## Woonplaatsen
| Woonplaats (BAG) | Inwoners 2023 |
| ---------------- | ------------- |
| Zaandam          | 80.705        |
| Assendelft       | 24.510        |
| Krommenie        | 17.010        |
| Wormerveer       | 12.145        |
| Koog aan de Zaan | 11.230        |
| Zaandijk         | 8.485         |
| Westzaan         | 5.085         |
| Westknollendam   | 450           |

## Aangrenzende gemeenten
| Aangrenzende gemeenten | Aangrenzende gemeenten | Aangrenzende gemeenten   | Aangrenzende gemeenten | Aangrenzende gemeenten |
| ---------------------- | ---------------------- | ------------------------ | ---------------------- | ---------------------- |
| Uitgeest               |                        | Alkmaar                  |                        | Wormerland             |
|                        |                        |                          |                        |                        |
| Beverwijk Heemskerk    | Oostzaan               |                          |                        |                        |
|                        |                        |                          |                        |                        |
| Velsen                 |                        | Haarlemmermeer Amsterdam |                        |                        |

## Huidige indeling van stedelijke gemeente Zaanstad
Zaanstad is een sterk verstedelijkte gemeente en neemt deel aan het Grotestedenbeleid van de rijksoverheid.
Westknollendam maakte tot 1974 deel uit van de gemeente Wormerveer. Zaandam, Koog aan de Zaan, Zaandijk, Wormerveer en Krommenie vormden al voor de gemeentelijke samenvoeging één agglomeratie. Na de samenvoeging werden de gemeente en de woonplaatsen aanvankelijk stadsdelen met een eigen deelraadbestuur. Assendelft lag nog enigszins los van de stedelijke kern en heeft nu nog een beetje haar "dorpse" karakter behouden. Westzaan ligt nog enigszins los van de stedelijke kern en heeft haar landelijke en dorpse karakter helemaal behouden. Maar door verdere verstedelijking (onder andere de bouw van de wijk "Saendelft" in Assendelft-Noord) is Assendelft nu ook verstedelijkt. Ook daar is de invloed van de stad toegenomen.
De gemeente Zaanstad is verdeeld in 19 wijken, die nog maar gedeeltelijk de grenzen van de vroegere gemeenten volgen.
Krommenie-Oost, Krommenie-West, Assendelft-Zuid (incl. buurtschap Nauerna), Assendelft-Noord (Saendelft), Wormerveer, Oud Zaandijk, Rooswijk, Westzaan, Oud Koog aan de Zaan, Oude Haven, Nieuw West, Zaandam-West, Westerkoog, Pelders- en Hoornseveld, Poelenburg, Rosmolenwijk, Zaandam-Zuid, Zaandam Noord en Kogerveldwijk.

## Bereikbaarheid

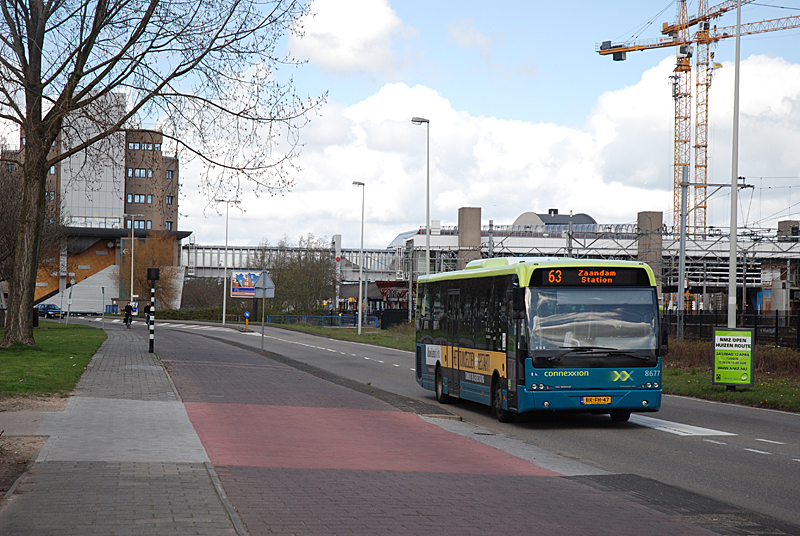
Bus bij station Zaandam.

De gemeente bevindt zich pal langs de A7, de A8, de N246 en de N203. Over water is Zaanstad goed bereikbaar via de Zaan, het Noordzeekanaal en de Nauernasche Vaart.

### Trein
Zaanstad heeft directe spoor- en wegverbindingen met Amsterdam. Binnen de gemeente bevinden zich zes spoorwegstations: station Zaandam, station Koog aan de Zaan, station Zaandijk Zaanse Schans, station Wormerveer en station Krommenie-Assendelft langs de lijn Amsterdam - Alkmaar en (opnieuw) station Zaandam en station Zaandam Kogerveld langs de lijn Amsterdam - Enkhuizen. Vanaf station Zaandam rijden frequent sprinters in de richtingen Uitgeest, Amsterdam-West, Schiphol, Leiden, Purmerend en Hoorn Kersenboogerd. Intercityverbindingen zijn er met Den Helder, Schagen, Alkmaar, Amsterdam, Utrecht, Den Bosch, Eindhoven, Maastricht, Arnhem en Nijmegen. Voorheen had station Zaandam ook een stoptreinverbinding met Enkhuizen, maar sinds de komst van de sprinter Hoorn - Hoofddorp en de opwaardering tot intercity van de verbinding naar Enkhuizen zijn stations Zaandam en Zaandam Kogerveld de rechtstreekse verbinding kwijt geraakt omdat de intercity naar Enkhuizen niet stopt in Zaandam.

### Busvervoer
Het busvervoer in Zaanstad is in handen van EBS en rijdt in opdracht van Vervoerregio Amsterdam. Er zijn diverse directe buslijnen naar Amsterdam en één naar Beverwijk, Marken en Purmerend. Langs de snelweg A7 is een P&R. 

## Geschiedenis
Alhoewel Zaanstad zelf een jonge gemeente is, gaat de historie van de streek direct terug tot de late Middeleeuwen en sporen van nog oudere bewoning zijn in de bodem aangetroffen.

### Vroege nederzettingen
Zaanstad ligt in gebied dat vroeger werd aangeduid als Waterland. Vanaf de 17e eeuw is er in toenemende mate sprake van de Zaanstreek en werd met Waterland het meer oostelijk gelegen deel bedoeld. Daarvoor was er een streek rond de Zaan met Oostzaan en Westzaan en de Wormer, dit gebied viel, met kleine tussenpozen, onder het graafschap Holland.
De Zaanstreek kent verschillende perioden van bewoning, voor het eerst al in 800 v.Chr., maar door wateroverlast zijn de bewoners steeds weer weggetrokken. Vermoedelijk vonden alle vroege immigraties plaats vanuit het duingebied rond het tegenwoordige Haarlem. Vanaf de 12e eeuw lijkt er sprake te zijn van min of meer permanente bewoning. Zo is beschreven hoe in 1155 de Friezen het dorpje Oud-Zaanden, toen een onderdeel van Oostzaan en Westzaan (of Oud-Saenden), belegerden, dat lag op de plaats waar de Zaan in het IJ uitmondde. De eerste nederzettingen waren dan ook dorpen langs de Zaan, vandaar Oostzaan en Westzaan. Na 1300 kwamen er naast Oostzaan en Westzaan de andere lintdorpen op die karakteristiek zijn voor de veenwinning. Deze lintdorpen werden samen Oostzaan, Westzaan en Assendelft. In deze periode werd aan de monding van de Zaan een dam gelegd door de Oostzaners en Westzaners. Daar ontstond de nederzetting Zaandam toen zich rond deze dam mensen gingen vestigen. Vanaf 1500 kwam stroomopwaarts langs de Zaanoever ook bebouwing. In deze periode splitste de nederzetting zich in Westzaandam en Oostzaandam, onderdeel van Westzaan en Oostzaan.
Vanaf de late Middeleeuwen vielen de nederzettingen in de Zaanstreek bestuurlijk onder Kennemerland.

### Economische opkomst
Zaanstad gaat prat op zijn industriële verleden: nog niet zo lang geleden werkte bijvoorbeeld zo'n 80 procent van de bevolking van Zaandijk in de industrie. Het aandeel van de werkende bevolking in de industrie is weliswaar fors afgenomen, maar ligt nog altijd enkele procentpunten boven het landelijk gemiddelde.
De opkomst van nijverheid en industrie langs de Zaanoevers hangt nauw samen met de opkomst van Amsterdam als centrum van handel en industrie. Toen aan het einde van de zestiende eeuw houtzaagmolens in Amsterdam verboden werden om tegemoet te komen aan de toen machtige handzagersgilden, was er een uitgelezen kans voor ondernemers in de Zaanstreek om aan de groeiende behoefte aan hout voor de scheepvaart te voldoen. In korte tijd schoten de houtzaagmolens als paddenstoelen uit de grond. In 1630 waren er aan de Zaan 53 houtzaagmolens in gebruik. De kennis van molenbouw werd ook op andere bedrijfstakken toegepast: verf-, papier- en andere molens volgden snel. Op het hoogtepunt, halverwege de 17e eeuw, werden er ruim 900 molens geteld. Door deze ontwikkeling wordt de Zaanstreek beschouwd als het oudste industriegebied van Europa.
De bloei van Zaandam zorgde ervoor dat de handzagersgilden in Amsterdam overbodig werden. Naast het zagen van hout werd er ook in gehandeld en waren de dorpjes actief in de scheepsbouw (65 werven) en de walvisvaart. Zaandam was in die tijd internationaal bekend om zijn scheepsbouw en in 1697 kwam tsaar Peter de Grote persoonlijk naar Zaandam om de scheepsbouw te bestuderen. Het huisje waar de tsaar toen logeerde bestaat nog steeds en is een toeristische trekpleister. Het verhaal gaat dat de bewoners van Zaandam zich niet zo gastvrij gedroegen tegen de tsaar zodat hij uiteindelijk zijn studie van de scheepsbouw afrondde in een ander dorp in Noord-Holland.
Halverwege de 19e eeuw verruilden de Zaankanters hun molens, waarmee ze ondertussen ook cacao, mosterd, verf en papier mee verwerkten, langzaamaan door stoommachines. Er ontstonden grote multinationals zoals Verkade, Ahold, Bruynzeel Keukens, Honig en Duyvis en tot de dag van vandaag zijn veel van deze bedrijven in de gemeente Zaanstad te vinden.

## Lokale omroep
Zaanstad kent een lokale omroep, De Orkaan. Zaanstad deelt deze met de gemeente Wormerland.

## Ereburger /erepenning van Zaanstad
- Albert Heijn (1927-2011), Nederlands ondernemer, grootaandeelhouder en voorzitter van de raad van bestuur van Ahold
- Sjoerd Soeters, Nederlands architect (erepenning toegekend op 18 september 2017)
- Theun van Dam, Nederlands politicus voor de PvdA, voormalig gemeenteraadslid en wethouder in de gemeenten Zaandam en Zaanstad

## Geboren in Zaanstad
- Marcial Hernandez (1974), politicus
- Minke Booij (1977), hockeyinternational
- Eva Hoeke (1979), journaliste
- Ali B (1981), rapper en cabaretier
- Stefano Seedorf (1982), voetballer
- Yannick de Wit (1986), voetballer
- Bas Ent (1987), voetballer
- Delvechio Blackson (1995), voetballer
- Maxim Gullit (2001), voetballer
- Britt van den Dobbelsteen (2002), waterpolospeelster
- Damián van der Vaart (2006), voetballer